# جنگل‌زایی

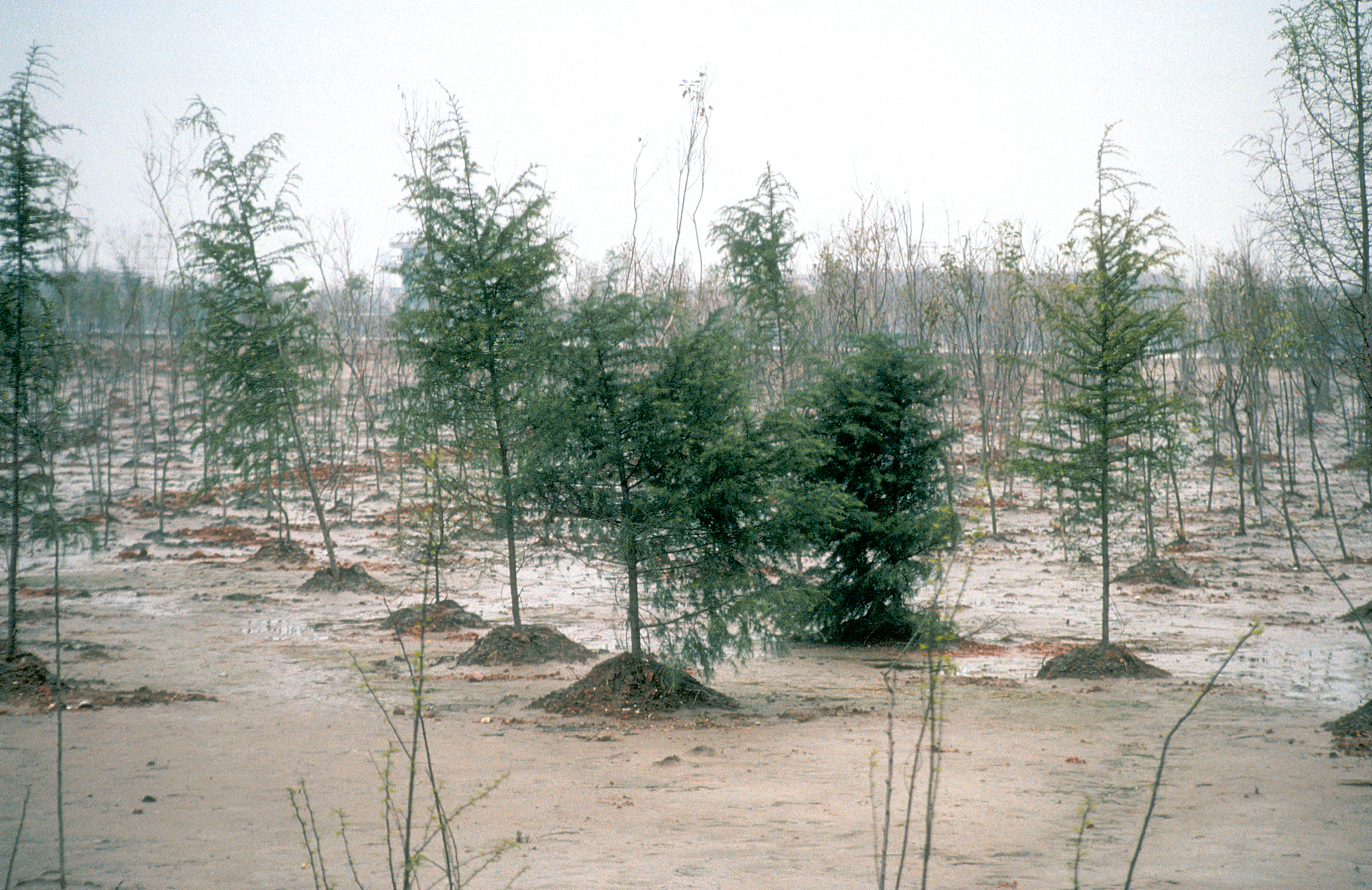
عملیات جنگل‌زایی در بیابان‌های شمالی چین

جنگل‌زایی به فرایند احیای خاک بدون پوشش گیاهی بوسیله کاشت مجدد گیاهان در آن منطقه اشاره دارد که مانع فرسایش خاک در آن منطقه می‌گردد. احیای مجدد خاک به جلوگیری از فرسایش آن کمک می‌کند، توانایی خاک در جذب آب بیشتر در فصول باران‌زا را افزایش می‌دهد و در عین حال کدورت را در اجسام مجاور آب به طرز چشمگیری کاهش داده، به محافظت از بخشهای مهندسی شده و سایر کارهای خاکی کمک می‌کند.